# Birmese prinia
De Birmese prinia (Prinia cooki) is een zangvogel uit de familie Cisticolidae. Het is een endemische soort in Myanmar.

## Verspreiding en leefgebied
Deze soort komt voor in Midden-Myanmar.

## Status
De Birmese prinia komt niet als aparte soort voor op de lijst van het IUCN, maar is daar een ondersoort van Deignans prinia (Prinia polychroa).